# Yaneirys Rodríguez
Yaneirys Rodriguez Duran, född 26 juni 2000, är en  volleybollspelare (vänsterspiker).
Rodriguez spelar i Dominikanska republikens landslag och har med dem vunnit Nordamerikanska mästerskapet 2019 och 2021. Hon spelade även med dem vid VM 2022 och tog silver vid U18-VM 2017 med juniorlandslaget. På klubbnivå har hon spelat för klubbar i Peru och Dominikanska republiken.